# Euphorbia quadrialata
Euphorbia quadrialata är en törelväxtart som beskrevs av Ferdinand Albin Pax. Euphorbia quadrialata ingår i släktet törlar, och familjen törelväxter.
Artens utbredningsområde är Tanzania. Inga underarter finns listade i Catalogue of Life.